# Some Old Bullshit
Some Old Bullshit – album kompilacyjny hip-hopowego zespołu Beastie Boys wydany w 1994 roku.
Kompilacja zawiera utwory z wydanych w roku 1982 i 1983 minialbumów Pollywog Stew i Cooky Puss.

## Lista utworów
1. "Egg Raid on Mojo" – 1:41
2. "Beastie Boys" – 0:56
3. "Transit Cop" – 1:18
4. "Jimi" – 2:06
5. "Holy Snappers" – 1:22
6. "Riot Fight" – 0:30
7. "Ode to..." – 1:33
8. "Michelle's Farm" – 1:38
9. "Egg Raid on Mojo" – 1:20
10. "Transit Cop" – 1:21
11. "Cooky Puss" – 3:19
12. "Bonus Batter" – 2:21
13. "Beastie Revolution" – 5:09
14. "Cooky Puss" (Censored Version) – 3:19